# آدم بيرن
آدم بيرن (بالإنجليزية: Adam Byrne)‏ هو لاعب اتحاد الرغبي أيرلندي، ولد في 20 أبريل 1994 في Kill, County Kildare ‏ في جمهورية أيرلندا.